# Javanroud
Javanroud este un oraș din Iran.